# Ferrovia Awash - Hara Gebaya

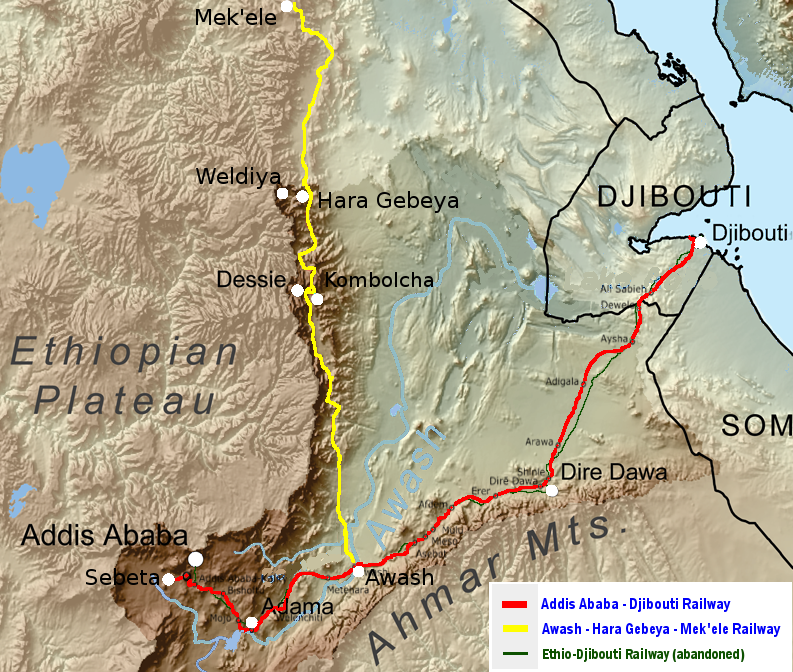
Ferrovie in Etiopia nel 2017:

La ferrovia Awash - Weldiya è una ferrovia a scartamento standard in costruzione, che fungerà da estensione verso nord della nuova Rete Ferroviaria Nazionale Etiope .
Lo scopo principale della ferrovia è quello di collegare il nord dell'Etiopia con la ferrovia Addis Abeba-Gibuti allo svincolo di Awash e quindi di collegarla all'economia mondiale attraverso il porto di Gibuti e anche con le zone meridionali dell'Etiopia e con la sua capitale, Addis Abeba .
La ferrovia Awash-Weldiya, lunga a regime 932 km, ha un chiaro significato strategico. Collegherà l'intero nord dell'Etiopia con quasi un terzo della popolazione etiope con la ferrovia Addis Abeba-Gibuti e quindi col porto di Gibuti. Inoltre, diverse grandi città della regione di Amhara sono servite direttamente dalla ferrovia e la ferrovia collegherà i centri industriali etiopi come Kombolcha con il mondo.

## Percorso
La ferrovia aggira il canyon del Nilo Azzurro, profondo fino a 1200 metri, canyon che costituisce uno dei più importanti ostacoli ai collegamenti tra nord e sude dell'Etiopia. Corre inoltre parallelamente alla densamente popolata scarpata orientale degli altopiani etiopici nord-occidentali, fungendo da porta di accesso a diverse aree tangenziali più a ovest, come il Lago Tana e città come Gondar .
La ferrovia a binario unico inizia ad Awash, presso il fiume Awash, il fiume principale dell'area del Triangolo di Afar nella Grande Rift Valley . Il percorso si snoda in direzione nord-nord-ovest. La stazione di Awash si trova all'incrocio con la ferrovia Addis Abeba-Gibuti. La stazione è ad oggi la seconda in Etiopia ad avere due binari per treni passeggeri (l'altra è la stazione ferroviaria principale di Furi-Labu ad Addis Abeba). Attraversa poi zone pianeggianti  e successivamente piantagioni irrigate presso il fiume Awash nella woreda di Amibara, dove si raggiunge il punto più basso della ferrovia (700 metri s.l.m.). Prosegue poi per 80 km attraverso aree semi-aride, collinari e quasi spopolate, dove pertanto non è prevista alcuna stazione ferroviaria. Dopo aver raggiunto la scarpata orientale degli altopiani etiopi occidentali, si raggiunge una seconda stazione ferroviaria principale lungo la linea, anch'essa con due binari per treni passeggeri. Si tratta di Shewa Robit, una città a 1300 metri di altitudine, che è una delle porte d'accesso agli altopiani. Proseguendo lungo la strada si trova la città principale di Debre Berhan, a 2800 metri di altitudine, poche decine di km a sud-ovest. Shewa Robit funge da punto di accesso per Debre Berhan e altre destinazioni a ovest e per la parte centrale della valle dell'Awash a est.
Dopo Shewa Robit, la ferrovia corre verso nord attraverso il paesaggio aspro che costituisce la scarpata orientale degli altopiani etiopi. Per questo motivo, i tratti tra Shewa Robit e Weldiya presentano numerosi tunnel e ponti. Questa scarpata si è originata principalmente da faglie normali lungo una linea di faglia a scorrimento, a causa della tettonica a placche nel Corno d'Africa e nel Triangolo di Afar. Si tratta di una regione sismicamente molto attiva, con faglie attive, che possono facilmente ospitare terremoti di magnitudo superiore a 6,5. I ponti lungo questo tratto della ferrovia appaiono piuttosto fragili, poiché sono costruiti con sezioni strutturali cave . Si ritiene che queste si flettano in caso di un forte terremoto per salvare la ferrovia. In questo caso, si è evitato di utilizzare strutture più rigide per evitare il cedimento dei ponti.
Dopo aver superato alcune città con stazioni ferroviarie minori, la ferrovia raggiunge la sua terza stazione principale con due binari, Kombolcha . Kombolcha è una città importante, così come la vicina capitale regionale Dessie, la sua città gemella a pochi km a ovest. Una è a 1800 m di altitudine (Kombolcha), l'altra a 2500 m (Dessie). Entrambe le città fungono da seconda porta per gli altopiani etiopi (dopo Shewa Robit), con le città dell'Etiopia centrale come Debre Markos raggiungibili tramite strade in direzione ovest che si originano da qui. A Kombolcha ci sono importanti strutture infrastrutturali per tutta la rete ferroviaria dell'Etiopia e anche un nuovo aeroporto a soli 2 km di distanza dalla stazione ferroviaria.
La ferrovia prosegue verso nord lungo la scarpata orientale degli altopiani etiopi. Dopo un'altra importante stazione ferroviaria a Hayk (sul lago Hayq ) a 2050 m di altitudine e un'altra piccola stazione ferroviaria, la ferrovia raggiunge la sua destinazione finale, Weldiya, una piccola città a 1800 m di altitudine Weldiya. Weldiya è un'altra importante porta d'accesso (la terza) agli altopiani etiopi, con una strada che conduce al Lago Tana e alle principali città circostanti, come Gondar e Debre Tabor . Inoltre, siti patrimonio dell'umanità dell'UNESCO come Lalibela sono facilmente raggiungibili da Weldiya. Ciò rende la stazione ferroviaria un possibile punto di interesse importante per il turismo e il traffico ferroviario passeggeri.
Weldiya, sebbene sia una piccola città, è considerata un futuro snodo ferroviario. Sarà il capolinea di un totale di quattro ferrovie,secondo l'attuale progetto di sviluppo della Rete Ferroviaria Etiope. Oltre alla ferrovia Awash-Weldiya, è prevista l'estensione della linea verso nord, fino al Tigray : la ferrovia Weldiya-Mek'ele . A est si trova la ferrovia Weldiya-Tadjoura . A ovest, come prolungamento della ferrovia di Tadjoura, ci sarà la ferrovia Lago Tana-Weldiya . Sono tutte in programma, tranne la ferrovia per Mek'ele, che è già in costruzione.

## Caratteristiche ferroviarie
La ferrovia si basa per molti aspetti sulle caratteristiche ferroviarie predefinite dalla ferrovia Addis Abeba-Gibuti per garantirne l'interoperabilità. Tuttavia, alcuni aspetti, come ad esempio, la pendenza massima, sono stati derogati per via delle condizioni specifiche della zona montuosa.
- Scartamento: Scartamento standard
- Lunghezza della linea: 392 chilometri (428 km con 25 km di linee di stazione e 11km di linee di servizio)
- Gallerie: 12 (6 tra Awash e Kombolcha, 6 tra Kombolcha e Weldiya), per una lunghezza complessiva di 9.830 m

In fase di progettazione, erano previste e numerate 14 gallerie. Due sono state eliminate (le gallerie 1 e 12), ma lo schema di numerazione è rimasto invariato. Finché le gallerie non riceveranno un nome, la numerazione originale verrà mantenuta e utilizzata.
- Ponti: 65 (inclusi i cavalcavia, 20 con lunghezza >100 m, il ponte più lungo con 658 m di lunghezza a 57 m di profondità), lunghezza totale 7.165 m
- Tombini: 917, lunghezza totale 41 km
- Accoppiatori: Janney AAR
- Freni: ad aria
- Elettrificazione: Catenaria aerea 25 kV AC / 50 Hz
- Sistema di protezione del treno : ETCS-2 (SIL-4) con 12 torri radio
- Altezza massima della sagoma di carico del veicolo : 5300 mm [1]
- Velocità target (passeggero): 120 km/h (75 mph)
- Velocità target (merci): 80 km/h (50 mph), su terreno accidentato 90 km/h (56 mph) [1]
- Carico massimo del treno (merci): 3000 tonnellate lorde [2]
- Raggio minimo della curva ferroviaria : 1200 m ( 600 - 800 m in condizioni  difficili) [2]
- Capacità di trasporto progettata: 10 milioni di tonnellate all'anno (l'obiettivo è 8,5 milioni di tonnellate di merci più traffico passeggeri)[3]
- Pendenza massima: 2,65 % ( 1 su 38) [1]
- Passaggi a livello : consentiti (nessuna separazione completa dei livelli )

La tratta a binario unico è dotata di anelli di sorpasso a tre linee. Spesso, gli anelli di sorpasso sono presenti in corrispondenza delle stazioni ferroviarie. La lunghezza totale degli anelli di sorpasso è prevista in 1100 m. La linea ferroviaria è quasi completamente elettrificata. L'energia elettrica viene trasmessa a otto sottostazioni a 230 kV (3 sottostazioni) e 130 kV (5 sottostazioni). Le sottostazioni sono poste mediamente a intervalli di 48 km. 
Immediatamente a nord di Kombolcha, la ferrovia avrà alcuni importanti elementi infrastrutturali, in particolare un centro operativo. Qui si trovano il deposito principale dell'ERC per il materiale rotabile, le principali officine di manutenzione e anche il principale centro logistico dell'intera rete ferroviaria etiope . L'ERC ha acquistato un treno di soccorso per le operazioni di emergenza (ad esempio una gru ferroviaria pesante per le operazioni di emergenza), che sarà dislocato presso le officine di Kombolcha. Le strutture includeranno otto binari ferroviari all'interno del centro operativo, che avrà una superficie di 15.000 m² .
Proprio di fronte al centro operativo, dall'altra parte della ferrovia, si trova uno scalo merci con un porto asciutto, vicino a un parco industriale e all'aeroporto di Kombolcha . Tutto è raggiungibile in pochi minuti, dalla stazione ferroviaria di Kombolcha al porto asciutto, al centro operativo e all'aeroporto.

## Storia
Dopo l'adozione nel 2010 del nuovo piano di sviluppo della rete ferroviaria nazionale dell'Etiopia, la ferrovia Awash-Weldiya è stata individuata come la  seconda da realizzarsi dopo la ferrovia Addis Abeba-Gibuti . La ferrovia fu assegnata ai costruttori nel 2012. Ci vollero poi più di due anni, fino al 2014, prima che il finanziamento fosse garantito in modo che la costruzione di entrambe le ferrovie potesse iniziare nel febbraio 2015.
Per questa ferrovia, l'ERC è riuscita a ottenere prestiti per 1,165 miliardi di dollari USA a fronte di un costo complessivo di di 1,7 miliardi di dollari USA. Ciò è stato facilitato tramite Credit Suisse .  Il finanziamento è stato fornito da un consorzio di finanziatori, tra cui Türk Eximbank, l' Ente nazionale svedese per la garanzia dei crediti all'esportazione, l'Ente danese per il credito all'esportazione e l'assicurazione svizzera sui rischi all'esportazione .  La società turca Yapı Merkezi e i suoi subappaltatori europei sono stati scelti per svolgere il lavoro. 
La ferrovia, internamente denominata AKH Railway, doveva essere costruita in due fasi. La tratta da Awash a Kombolcha, di 270 km di lunghezza, rappresentava il 1° tratto, mentre i restanti 122 km fino a Weldiya rappresentavano la seconda sezione. Una prima fase di lavori è stata avviata su questa seconda sezione nel 2017. Per la prima sezione tra Awash e Kombolcha si prevedeva di avere tutti i 270 km di rotaie posate nell'agosto 2017, così da effettuare nello stesso anno le prime corse prova. Una prima corsa prova ha raggiunto una velocità di 100 km/h sulla ferrovia.  Tuttavia, la posa dei binari ha richiesto più lavoro, le ultime piste per la prima fase della linea ferroviaria principale (senza contare le linee di stazione e di servizio) sono state posate nel gennaio 2018 ad Awash, all'incrocio con la ferrovia Addis Abeba-Gibuti. Nel gennaio 2019 la costruzione della linea ferroviaria Awash-Kombolcha ha raggiunto il 97 percento. 
Il contratto di costruzione prevede un costo per km di ferrovia di 3,8 milioni di dollari, cifra sorprendentemente bassa per un territorio difficile con 12 gallerie; i calcoli teorici hanno portato a 7 milioni di dollari per km nel 2015. Ciò dà adito a speculazioni sul fatto che un altro finanziamento europeo (e indiretto) giochi un ruolo o che solo la prima fase della ferrovia tra Awash e Kombolcha sia stata coperta dal contratto da 1,7 miliardi di dollari. In quest'ultimo caso, i costi per km salirebbero a circa 6,3 milioni di dollari per km, il che sembra ragionevole. Inoltre, secondo Yapı Merkezi, la principale impresa di costruzione, il finanziamento della seconda fase tra Kombolcha e Weldiya non è stato completamente garantito entro agosto 2017 e i lavori di costruzione sono in una certa misura incerti.

### Guerra del Tigray
Nell'ottobre 2021 è stato riferito che durante la guerra del Tigray, le forze armate del Fronte di Liberazione Popolare del Tigray avevano saccheggiato o distrutto la maggior parte delle attrezzature edili a Kombolcha. Hanno anche danneggiato parte dell'infrastruttura ferroviaria quasi completata, come tunnel e ponti. L'interruzione ha lasciato senza lavoro diverse migliaia di ferrovieri. As of July 2022  Il cantiere di Kombolcha è stato utilizzato come campo per sfollati interni . Ciononostante, il governo etiope considera il progetto una priorità e intende riprendere i lavori.